# Kemin (distrikt)
Keminskij Rajon (ryska: Кеминский Район) är ett distrikt i Kirgizistan.   Det ligger i oblastet Tjüj Oblusu, i den nordöstra delen av landet, 140 km öster om huvudstaden Bisjkek.